# Chauvetia
Chauvetia là một chi ốc biển, là động vật thân mềm chân bụng sống ở biển trong họ Buccinidae.

## Các loài
Các loài trong chi Chauvetia gồm có:
- Chauvetia affinis (Monterosato, 1889)[2]
- Chauvetia austera Oliver & Rolán, 2009
- Chauvetia balgimae Gofas & Oliver, 2010
- Chauvetia bartolomeoi Ardovini, 2008[3]
- Chauvetia borgesi Oliver & Rolán, 2009
- Chauvetia brunnea (Donovan, 1804)[4]
- Chauvetia candidissima (Philippi, 1836)[5]
- Chauvetia crassior (Odhner, 1932)[6]
- Chauvetia decorata Monterosato, 1889[7]
- Chauvetia dentifera Gofas & Oliver, 2010
- Chauvetia distans Oliver & Rolán, 2009
- Chauvetia edentula Oliver & Rolán, 2009
- Chauvetia errata Oliver & Rolán, 2009
- Chauvetia gigantea Oliver & Rolan, 2008[8]
- Chauvetia gigantissina Oliver & Rolán, 2009
- Chauvetia giunchiorum (Micali, 1999)[9]
- Chauvetia hernandezi Oliver & Rolán, 2009
- Chauvetia javieri Oliver & Rolan, 2008[10]: đồng nghĩa của Chauvetia bartolomeoi
- Chauvetia joani Oliver & Rolan, 2008[11]
- Chauvetia lamyi Knudsen, 1956
- Chauvetia lefebvrii (Maravigna, 1840)[12]
- Chauvetia lineolata (Tiberi, 1868)[13]
- Chauvetia luciacuestae Oliver & Rolan, 2008[14]
- Chauvetia mamillata (Risso, 1826)
- Chauvetia maroccana Gofas & Oliver, 2010
- Chauvetia megastoma Oliver & Rolán, 2009
- Chauvetia multilirata Oliver & Rolan, 2008[15]
- Chauvetia obliqua Nordsieck & Talavera, 1979[16]: (nomen dubium)
- Chauvetia pardacuta Oliver & Rolan, 2008[17]
- Chauvetia pardofasciata Oliver & Rolan, 2008[18]
- Chauvetia peculiaris Oliver & Rolán, 2009
- Chauvetia pelorcei Oliver & Rolan, 2008[19]
- Chauvetia procerula Monterosato, 1889[20]
- Chauvetia recondita (Brugnone, 1873)[21]
- Chauvetia retifera (Brugnone, 1880)[22]
- Chauvetia robustalba Oliver & Rolan, 2008[23]
- Chauvetia soni (Bruguière, 1789)
- Chauvetia taeniata Gofas & Oliver, 2010
- Chauvetia submamillata (Bucquoy, Dautzenberg & Dollfus, 1882)[24]: đồng nghĩa của Chauvetia mamillata
- Chauvetia tenebrosa Oliver & Rolan, 2008[25]
- Chauvetia tenuisculpta (Dautzenberg, 1891)
- Chauvetia turritellata (Deshayes, 1835)[26]
- Chauvetia ventrosa Nordsieck, 1976[27]